# Bryum subelegans
Bryum subelegans är en bladmossart som beskrevs av Kindberg 1903. Bryum subelegans ingår i släktet bryummossor, och familjen Bryaceae. Inga underarter finns listade i Catalogue of Life.